# Свети Петар Мрежнички
Свети Петар Мрежнички је насељено место у саставу града Дуге Ресе у Карловачкој жупанији, Република Хрватска.

## Историја
До територијалне реорганизације у Хрватској насеље се налазило у саставу старе општине Дуга Реса.

## Становништво
На попису становништва 2011. године, Свети Петар Мрежнички је имао 163 становника.

## Попис1991.
На попису становништва 1991. године, насељено место Свети Петар Мрежнички је имало 185 становника, следећег националног састава:
| Попис 1991.‍ | Попис 1991.‍ | Попис 1991.‍ | Попис 1991.‍ | Попис 1991.‍ |
| ----------- | ----------- | ----------- | ----------- | ----------- |
|             |             |             |             |             |
| Хрвати      | Хрвати      |             | 182         | 98,38%      |
| Срби        | Срби        |             | 3           | 1,62%       |
| укупно: 185 |             |             |             |             |